# Klahkamich Indian Reserve 17
Klahkamich Indian Reserve 17 är ett reservat i Kanada.   Det ligger i provinsen British Columbia, i den södra delen av landet, 3 400 km väster om huvudstaden Ottawa.
I omgivningarna runt Klahkamich Indian Reserve 17 växer i huvudsak barrskog. Runt Klahkamich Indian Reserve 17 är det glesbefolkat, med 9 invånare per kvadratkilometer.